# 大埠岗镇
大埠岗镇，是中华人民共和国福建省南平市邵武市下辖的一个乡镇级行政单位。

## 行政区划
大埠岗镇下辖以下地区：
芜窟村、宝积村、李源村、河源村、大埠岗村、竹源村、加州村、松树坪村、溪上村、乌石村和铁洋村。